# قلعة حاتم (بني العوام)

تعديل مصدري - تعديل

قلعة حاتم هي إحدى قرى عزلة قطعة الصرابي بمديرية بني العوام التابعة لمحافظة حجة، بلغ تعداد سكانها 137 نسمة حسب تعداد اليمن لعام 2004.